# ICC Intercontinental Cup 2015-17
L'ICC Intercontinental Cup 2015-17 è la settima edizione del torneo mondiale di First Class cricket per nazioni prive del test status. Si disputa dal 10 maggio 2015 al 2 dicembre 2017. Al torneo prendono parte otto squadre.

## Formula
Le squadre si affrontano in un unico girone all'italiana, il sistema di punteggio è il seguente:
- Win (Vittoria) – 14 punti
- Lose (Sconfitta) – 0 punti
- Draw (Patta). Se si sono perse più di 10 ore di gioco – 7 punti, altrimenti – 3 punti
- Tie (Pareggio perfetto) – 7 punti
- First Innings leader (essere in testa al termine del primo innings) – 6 punti (indipendentemente dal risultato finale)
- Abandoned without a ball played (partita non disputata) – 10 punti.

## Fase a gironi

### Partite

#### Primo turno
| Data              | Luogo                                          | In battuta (nel I innings)                       | Al lancio (nel I innings)                                     | Risultato                                   |
| ----------------- | ---------------------------------------------- | ------------------------------------------------ | ------------------------------------------------------------- | ------------------------------------------- |
| 10-13 maggio 2015 | Wanderers Cricket Ground Windhoek, Namibia     | Namibia 272 (102.3 overs) e 234/5 Dec (89 overs) | Hong Kong 203 (82.3 overs) e 187 (75.2 overs)                 | NAM vince di 114 runs Tabellino             |
| 2-5 giugno 2015   | Malahide Cricket Club Ground Malahide, Irlanda | Irlanda 492 (118.2 overs)                        | Emirati Arabi Uniti 213 (71.3 overs) e 253 (100.4 overs) (FO) | IRL vince di un innings e 26 runs Tabellino |
| 2-5 giugno 2015   | New Williamfield Stirling, Scozia              | Scozia 233 (72.2 overs)                          | Afghanistan 135 (61.4 overs)                                  | Draw Tabellino                              |
| 16-19 giugno 2015 | VRA Cricket Ground Amstelveen, Paesi Bassi     | Paesi Bassi 209 (64.4 overs) e 223 (60.3 overs)  | Papua Nuova Guinea 128 (48.4 overs) e 305/5 (76.3 overs)      | PNG vince di 5 wickets Tabellino            |

#### Secondo turno
| Data                | Luogo                                                | In battuta (nel I innings)                       | Al lancio (nel I innings)                               | Risultato                                    |
| ------------------- | ---------------------------------------------------- | ------------------------------------------------ | ------------------------------------------------------- | -------------------------------------------- |
| 8-11 settembre 2015 | Sportpark Het Schootsveld Deventer, Paesi Bassi      | Paesi Bassi 210 (71.1 overs) e 123 (43 overs)    | Scozia 133 (53.3 overs) e 156 (64.2 overs)              | NLD vince di 44 runs Tabellino               |
| 24-27 ottobre 2015  | Wanderers Cricket Ground Windhoek, Namibia           | Namibia 251 (97.1 overs) e 212 (78.5 overs)      | Irlanda 570/6 Dec (128 overs)                           | IRL vince di un innings e 107 runs Tabellino |
| 11-14 nov 2015      | ICC Academy Ground Dubai, Emirati Arabi Uniti        | Hong Kong 378 (125.2 overs) e 184 (51.4 overs)   | Emirati Arabi Uniti 181 (92.3 overs) e 105 (29.2 overs) | HKG vince di 276 runs Tabellino              |
| 21-24 nov 2015      | Sharjah Cricket Stadium Sharjah, Emirati Arabi Uniti | Afghanistan 144 (39.4 overs) e 540 (127.2 overs) | Papua Nuova Guinea 295 (73.2 overs) e 188 (61.5 overs)  | AFG vince di 201 runs Tabellino              |

#### Terzo turno
| Data                       | Luogo                                                       | In battuta (nel I innings)                               | Al lancio (nel I innings)                              | Risultato                                                 |
| -------------------------- | ----------------------------------------------------------- | -------------------------------------------------------- | ------------------------------------------------------ | --------------------------------------------------------- |
| 21-24 gennaio 2016         | Mission Road Ground Mong Kok, Hong Kong                     | Hong Kong                                                | Scozia                                                 | Non disputata Tabellino Partita non disputata per pioggia |
| 21-24 gennaio 2016         | Sheikh Zayed Cricket Stadium Abu Dhabi, Emirati Arabi Uniti | Emirati Arabi Uniti 164 (51.4 overs) e 276 (104.5 overs) | Paesi Bassi 315 (97.1 overs) e 128/6 (42.5 overs)      | NLD vince di 4 wickets Tabellino                          |
| 31 gennaio-3 febbraio 2016 | Tony Ireland Stadium Townsville, Australia                  | Irlanda 289 (104.4 overs) e 244/5 Dec (64 overs)         | Papua Nuova Guinea 188 (84.3 overs) e 200 (73.4 overs) | IRL vince di 145 runs Tabellino                           |
| 10-13 aprile 2016          | Greater Noida Sports Complex Ground Greater Noida, India    | Namibia 172 (62.1 overs) e 126 (35.3 overs)              | Afghanistan 334 (118.5 overs)                          | AFG vince di un innings e 36 runs Tabellino               |

#### Quarto turno
| Data                    | Luogo                                             | In battuta (nel I innings)                           | Al lancio (nel I innings)                      | Risultato                                         |
| ----------------------- | ------------------------------------------------- | ---------------------------------------------------- | ---------------------------------------------- | ------------------------------------------------- |
| 29 luglio-1 agosto 2016 | Sportpark Westvliet Voorburg, Paesi Bassi         | Paesi Bassi 117 (39.4 overs) e 159 (43.1 overs)      | Afghanistan 312 (102.2 overs)                  | AFG vince di un innings e 36 runs Tabellino       |
| 9-12 agosto 2016        | Cambusdoon New Ground Ayr, Scozia                 | Emirati Arabi Uniti 212/5 (66 overs)                 | Scozia                                         | Draw Tabellino Partita condizionata dalla pioggia |
| 3 ago -2 sett 2016      | Stormont Cricket Ground Belfast, Irlanda del Nord | Irlanda 316 (86.1 overs) e 230 (55.3 overs)          | Hong Kong 237 (101.4 overs) e 239 (80.2 overs) | IRL vince di 70 runs Tabellino                    |
| 16-19 ottobre 2016      | Amini Park Port Moresby, Papua Nuova Guinea       | Papua Nuova Guinea 311 (98.5 overs) e 189 (57 overs) | Namibia 146 (55.2 overs) e 155 (61.1 overs)    | PNG vince di 199 run Tabellino                    |

#### Quinto turno
| Data                | Luogo                                       | In battuta (nel I innings)                              | Al lancio (nel I innings)                                      | Risultato                                    |
| ------------------- | ------------------------------------------- | ------------------------------------------------------- | -------------------------------------------------------------- | -------------------------------------------- |
| 10-13 febbraio 2017 | Mission Road Ground Mong Kok, Hong Kong     | Hong Kong 527/9 Dec (142.2 overs) e 263/6Dec (53 overs) | Paesi Bassi 284 (65.2 overs) e 395/5 (111 overs)               | Draw Tabellino                               |
| 28-31 marzo 2017    | Sports Complex Ground Greater Noida, India  | Afghanistan 537/8 Dec (138.5 overs)                     | Irlanda 261 (91.4 overs) e 104 (40 overs) (FO)                 | AFG vince di un innings e 172 runs Tabellino |
| 7-10 aprile 2017    | Sheikh Zayed Cricket Stadium Abu Dhabi, EAU | Papua Nuova Guinea 194 (85.3 overs) e 286 (86.4 overs)  | Emirati Arabi Uniti 441/8 Dec (150.3 overs) e 42/1 (5.5 overs) | UAE vince di 9 wickets Tabellino             |
| 6-9 giugno 2017     | Cambusdoon New Ground Ayr, Scozia           | Namibia 403/7 Dec (104 overs)                           | Scozia 223/2 (57.5 overs)                                      | Draw Tabellino                               |

#### Sesto turno
| Data               | Luogo                                          | In battuta (nel I innings)                              | Al lancio (nel I innings)                        | Risultato                                    |
| ------------------ | ---------------------------------------------- | ------------------------------------------------------- | ------------------------------------------------ | -------------------------------------------- |
| 15-18 agosto 2017  | Malahide Cricket Club Ground Malahide, Irlanda | Irlanda 477/6Dec (131 overs) e 240/7Dec (52 overs)      | Paesi Bassi 375 (113.5 overs) e 186/4 (76 overs) | Draw Tabellino                               |
| 16-19 sett 2017    | Wanderers Cricket Ground Windhoek, Namibia     | Emirati Arabi Uniti 269 (85.3 overs) e 157 (48.5 overs) | Namibia 212 (67.5 overs) e 180 (66.2 overs)      | UAE vince di 34 runs Tabellino               |
| 1-4 ottobre 2017   | Amini Park Port Moresby, Papua Nuova Guinea    | Papua Nuova Guinea 404 (116.3 overs) e 263/3 (68 overs) | Scozia 514 (168.2 overs)                         | Drawn Tabellino                              |
| 20-23 ottobre 2017 | Mission Road Ground Mong Kok, Hong Kong        | Hong Kong 142 (47 overs) e 150 (39.4 overs)             | Afghanistan 465/5Dec (88 overs)                  | AFG vince di un innings e 173 runs Tabellino |

#### Settimo turno
| Data                        | Luogo                                                          | In battuta (nel I innings)                                 | Al lancio (nel I innings)                                     | Risultato                                   |
| --------------------------- | -------------------------------------------------------------- | ---------------------------------------------------------- | ------------------------------------------------------------- | ------------------------------------------- |
| 29 novembre-2 dicembre 2017 | Sharjah Cricket Stadium Sharjah, Emirati Arabi Uniti           | Papua Nuova Guinea 237 (77.3 overs) e 82 (33.5 overs)      | Hong Kong 348 (139.3 overs)                                   | HKG vince di un innings e 29 runs Tabellino |
| 29 novembre-2 dicembre 2017 | Sheikh Zayed Cricket Stadium Abu Dhabi, Emirati Arabi Uniti    | Afghanistan 510/9Dec (147 overs) e 21/0 (5.3 overs)        | Emirati Arabi Uniti 197 (64.5 overs) e 331 (100.3 overs) (FO) | AFG vince di 10 wickets Tabellino           |
| 29 novembre-2 dicembre 2017 | ICC Academy Ground Dubai, Emirati Arabi Uniti                  | Paesi Bassi 501/8Dec (117.4 overs) e 223/5Dec (52.3 overs) | Namibia 203 (72 overs) e 290 (88.4 overs)                     | NED vince di 231 runs Tabellino             |
| 29 novembre-2 dicembre 2017 | Dubai International Cricket Stadium Dubai, Emirati Arabi Uniti | Irlanda 251 (81 overs) e 271 (68.4 overs)                  | Scozia 141 (52.2 overs) e 178 (57.3 overs)                    | IRL vince di 203 runs Tabellino             |

### Classifica
| Squadra             | Pld | W | L | T | D | A | FI | Pts | Q     |
| ------------------- | --- | - | - | - | - | - | -- | --- | ----- |
| Afghanistan         | 7   | 6 | 0 | 0 | 1 | 0 | 5  | 121 | 2.187 |
| Irlanda             | 7   | 5 | 1 | 0 | 1 | 0 | 6  | 109 | 1.369 |
| Paesi Bassi         | 7   | 3 | 2 | 0 | 2 | 0 | 4  | 72  | 0.958 |
| Hong Kong           | 7   | 2 | 3 | 0 | 1 | 1 | 3  | 59  | 0.915 |
| Emirati Arabi Uniti | 7   | 2 | 4 | 0 | 1 | 0 | 2  | 47  | 0.816 |
| Scozia              | 7   | 0 | 2 | 0 | 4 | 1 | 2  | 46  | 0.840 |
| Papua Nuova Guinea  | 7   | 2 | 4 | 0 | 1 | 0 | 1  | 43  | 0.806 |
| Namibia             | 7   | 1 | 5 | 0 | 1 | 0 | 1  | 27  | 0.672 |